# تانیا آشوت
تانیا آشوت هاروتونیان (ارمنی: Տանյա Աշոտ; انگلیسی: Tania Ashot Harutoonian زاده ۳ ژانویه ۱۹۳۷ - درگذشته ۶ ژانویهٔ ۲۰۲۲) موسیقیدان و نوازنده نامی پیانو ارمنی‌تبار اهل ایران بود.
در سال ۳ ژانویه ۱۹۳۷ (۱۳۱۶ خورشیدی) در تهران چشم به جهان گشود. بعد از اتمام دورهٔ تحصیلات ابتدایی در تهران، عازم پاریس شد و در هنرستان موسیقی دولتی نزد استادانی همچون «نادیا بولانژه» (Nadia Boulanger) و «نادیا بولانژه» (Nadia Boulanger) به تحصیلات عالی در رشتهٔ موسیقی پرداخت.

## ملکی
او در سال ۱۹۳۷ (۱۳۱۶) در تهران به دنیا آمد. تحصیلات مقدماتی موسیقی خود را از هشت سالگی در تهران آغاز کرد و از پانزده سالگی در بخش هنرجویان فرانسوی کنسرواتوار پاریس در کلاس لازار له وی ادامه داد و مدت‌ها نیز در پاریس با ژاک فوریس پیانیست مشهور کرد. وی در سال ۱۹۵۴ (۱۳۳۳) دیپلم ممتاز کنسرواتوار پاریس را دریافت کرد و در سال‌های (۱۹۵۷ و ۱۹۵۸) ۱۳۳۶ و ۱۳۳۷ در مسکو هنر خود را تکمیل کرد.
تانیا آشوت در مسابقات بسیاری از جمله پنجمین کنکور بین‌المللی پیانوی فردریک شوپن در (آبان ۱۳۳) شرکت کرد و از این مسابقات جایزه دریافت کرد.
برندهٔ رشتهٔ پیانو و مقام دوم در ردیف برندگان قابل قدردانی مسابقهٔ بین‌المللی موسیقی در مونیخ در ۱۹۵۶ (شهریور ۱۳۳۵)، جایزه اول کنسرواتوار پاریس و دریافت پاداش در کنکور بین‌المللی ژنو و مونیخ در ۱۹۵۹ (تیر ۱۳۳۸)، یکی از برندگان اصلی جوایز بزرگ مسابقهٔ بین‌المللی پیانو و ویلن «مارگریت اول-ژاک تیبو» (Margaritt Langa Jacques Tibot) در پاریس، در سال ۱۹۵۹ (۱۳۳۸)، و جایزه پنجم کنکور بین‌المللی در نیویورک در ۱۹۶۱ (آذر ۱۳۴۰).

## لازاریان
تانیا آشوت در حین تحصیلات، استعداد شگرف خود را در نواختن پیانو نشان داد و در مسابقات بین‌المللی موسیقی ژنو شرکت کرد. وی همچنین در سال ۱۳۳۷ (۱۹۵۸) در جشنوارهٔ موسیقی ورشو به مناسبت یکصد و دهمین سالگرد وفات موسیقیدان نامی شوپن شرکت کرد و مقام دوم را به دست آورد.
یک سال پس از آن، وی در هفتمین مراسم اهدای جایزهٔ مارگاریتا لانگ و ژاک تیبوت شرکت کرد و در سال ۱۳۳۹ خورشیدی (۱۹۶۰ میلادی) مجدداً به مناسبت یکصد و پنجاهمین سالگرد تولد شوپن در رقابت بین‌المللی نوازندگی پیانو شوپن در لهستان، موفق به کسب جایزهٔ نفر سوم گشت.
تانیا آشوت نوازندهٔ چیره‌دست پیانو، بارها به عنوان سولیست با ارکسترهای موسیقیدان مشهوری «لئون فلیشر» (Leon Fleisher)، «دیوید زینمان» (David Zinnman)، «مایکل کربزان» (Michael Carbosan)و «پیرو بلاچی» (Pierro Belaggi) همکاری داشته است. وی کنسرت‌های متعددی در فرانسه، ایتالیا، پرتغال، ایالات متحده آمریکا، ارمنستان، لهستان و خاورمیانه برگزار کرده است. تانیا همچنین سالیان متمادی در شهر لیسبون پرتغال به فعالیت در عرصهٔ موسیقی پرداخته است.

## ملکی
آشوت همچنین کنسرت‌هایی در ایران و خارج از کشور برگزار کرد که می‌توان به عنوان از رسیتال پیانو در تالار فرهنگ در نوزدهم آبان ۱۳۳۰، در هفدهمین جلسهٔ انجمن فیلارمونیک تهران در سالن ادارهٔ هنرهای زیبا در پنجم مهر ۱۳۳۳، رسیتال پیانو در تالار فرهنگ در مهر ۱۳۳۵، کنسرت با ارکستر سمفونیک تهران به رهبری حشمت سنجری و رسیتال پیانو در انجمن فیلارمونیک تهران در آذر ۱۳۳۵ و کنسرت پیانو در تالار فرهنگ از طرف انجمن فیلارمونیک به همراه مسرش سکویرا کوستا (پیانیست) نام برد.
جدال در مهتاب (۱۳۴۲) دستیار آهنگساز

## درگذشت
وی در ۶ ژانویهٔ ۲۰۲۲ در سن ۸۵ سالگی در لیسبون، پرتغال درگذشت.

## توضیحات
1. ↑  لازار لوی از بزرگ‌ترین استادان پیانوی معاصر می‌باشد
2. ↑  او اولین غیرآمریکایی بود که توانست در این کنکور جایزه دریافت کند